# عبد الله بن محمد بن عبد العزيز بن سعود آل سعود
عبد الله بن محمد بن عبد العزيز آل سعود أكبر أمراء آل سعود سنا، وهو ابن أخت الملك عبد العزيز، الأميرة منيرة بنت عبد الرحمن، وزوج ابنته الأميرة الراحلة نوف بنت عبد العزيز ال سعود. ويعتبر أحد أعمدة آل سعود بعد وفاة أخيه سعود بن محمد.

## نشأته وحياته
هو عبد الله بن محمد بن عبد العزيز بن سعود بن فيصل بن تركي بن عبد الله بن محمد بن سعود آل سعود، والده هو الامير محمد بن عبد العزيز، الملقب بالامير الزاهد. وهو ينتمي لفرع الإمام سعود بن فيصل بن تركي بن عبد الله بن محمد بن سعود مؤسس الدولة السعودية الأولى. وعاصر الأمير عبد الله رجالات الدولة السعودية الثالثة، بينهم عمه الأمير سعود الكبير، أحد أمراء آل سعود البارزين الذين رافقوا الملك عبد العزيز بن عبد الرحمن في توحيد الدولة السعودية بحدودها الحالية، وعاش بعيدا عن الأضواء، ويعتقد أن الأمير عبد الله كان متدينا ومواظبا على مجالس العلم شأنه شأن والده.

## الأسرة
- متزوج من الأميرة نوف بنت عبد العزيز آل سعود، وله من الأبناء:

الأمير فيصل بن عبد الله بن محمد (متزوج من الأميرة عادلة بنت عبد الله بن عبد العزيز آل سعود).
الأمير تركي بن عبد الله بن محمد (متزوج من الأميرة سارة بنت ماجد بن عبد العزيز آل سعود).
الأمير سعود بن عبد الله بن محمد.(متزوج من الاميرة رشا بنت عبدالرحمن بن عبدالعزيز العريني،من قبيلة سبيع وله من الأبناء الأمير عبدالله .
الأمير سعد بن عبد الله بن محمد.
الأمير محمد بن عبد الله بن محمد.
الأميرة جواهر بنت عبد الله بن محمد (متزوجة من الأمير متعب بن عبد الله بن عبد العزيز آل سعود) ولها من الأبناء الأميرة صبا (متزوجة من الأمير فهد بن محمد بن عبد الله بن عبد الرحمن آل سعود)، الأميرة نوف (متزوجة من الأمير فيصل بن فهد بن عبد الله بن محمد بن عبد الرحمن آل سعود)، الأمير عبد الله (متزوج من الأميرة سارة بنت عبد الله بن مساعد بن عبد العزيز آل سعود)، الأميرة زينة (متزوجة من الأمير بندر بن خالد بن بندر بن محمد بن عبد العزيز آل سعود)، الأمير سعد، الأمير خالد (متزوج من الأميرة ديم بنت فيصل بن خالد بن سلطان بن عبدالعزيز آل سعود)
الأميرة فهده بنت عبد الله بن محمد متزوجة من الأمير تركي بن عبدالله بن عبدالرحمن آل سعود ولها من الأبناء الأميرة سارة (متزوجة من الأمير تركي بن فيصل بن مشعل بن عبدالعزيز آل سعود)، الأمير محمد (متزوج من الأميرة نورة بنت محمد بن فهد بن عبد العزيز آل سعود وله من البنات الأميرة العنود، والأميرة فهدة)، الأمير نايف (متزوج من الأميرة لولوة بنت محمد بن نايف بن عبد العزيز آل سعود وله من الأبناء الأمير تركي)، الأميرة الجوهرة، الأمير فيصل، والأمير ماجد (متزوج من كريمة الأمير عبد الله بن سلمان بن محمد بن سعود آل سعود).

الأميرة مشاعل بنت عبد الله بن محمد
الأميرة مضاوي بنت عبد الله بن محمد
الأميرة عتاب بنت عبد الله بن محمد
الأميرة منيره بنت عبد الله بن محمد

## وفاته
توفي يوم الأحد الموافق 4 / 3 / 1443 هـ، 10-10-2021م. أدى الأمير محمد بن عبد الرحمن، أمير منطة الرياض بالإنابة ورئيس هيئة كبار العلماء الشيخ عبد العزيز بن عبد الله آل الشيخ صلاة الميت على الأمير عبد الله بن محمد بن عبد العزيز بن سعود، بجامع الأمير تركي بن عبد الله بالرياض.